# Шахрай Петро Касянович
Петро́ Кася́нович Шахра́й (1902, місто Козятин, тепер Вінницької області — ?) — український радянський діяч, начальник Південно-Донецької, Львівської, Північно-Донецької залізниць. Депутат Львівської обласної ради 1-го скликання.

## Біографія
Народився в багатодітній родині кондуктора залізниці. Трудову діяльність розпочав вантажником на залізниці. Потім працював учнем слюсаря, телеграфістом на станції Козятин Київської губернії.
У 1924—1925 роках — в Червоній армії. Служив добровольцем у загоні охорони залізниці.
Член ВКП(б) з 1925 року.
Потім працював на залізничному транспорті. Обирався членом Бердичівського окружного комітету КП(б)У.
З 1935 року — начальник станції Одеса-товарна Південно-Західної залізниці, з 1936 до 1938 року — заступник начальника, начальник служби руху Південно-Західної залізниці.
У 1938—1939 роках — заступник начальника Південно-Донецької залізниці.
У 1939—1940 роках — начальник Південно-Донецької залізниці.
У серпні 1940 — липні 1941 року — начальник Львівської залізниці.
Під час німецько-радянської війни працював на фронтових залізницях. З квітня 1942 року — заступник начальника Південно-Східної залізниці. З березня 1944 року очолював оперативну групу Львівської залізниці, яка базувалася спочатку в Києві, а потім в Підволочиську на Тернопільщині.
У 1944—1947 роках — начальник Львівської залізниці.
У 1947—1948 роках — начальник Північно-Донецької залізниці.

## Звання
- генерал-директор руху ІІІ рангу (29.07.1945)

## Нагороди
- орден Леніна (29.07.1945)
- орден «Знак Пошани» (4.04.1936)
- орден Трудового Червоного Прапора (23.11.1939)
- орден Червоного Прапора (1945)
- ордени
- медалі